# Сонька — Золота Ручка (телесеріал)
«Сонька — Золота ручка» — російський дванадцятисерійний телевізійний художній фільм, знятий у 2007 році режисером Віктором Мережко. Фільм розповідає про аферистку та шахрайку кінця XIX століття Софію Блювштейн (Шейндля Соломоніак). Серіал демонструвався в Україні у жовтні 2007 року каналом 1+1.

## Сюжет
Серіал розповідає про історію життя аферистки, королеви злодійського світу 1870-х років Соньку на прізвисько «Золота ручка», кримінальний талант, якої перетворив її життя на небезпечну гру. Довгий час жінка «гастролювала» як Російською імперією, так і за межами країни, вражаючи злодійською винахідливістю, тікаючи від переслідування поліції. Захоплення, любов і зрада стали неминучими атрибутами її життя. А перебування на каторзі — закономірним завершенням долі.

## Створення
Тему фільму підказав продюсер Володимир Досталь. Режисер серіалу Віктор Мережко назвав фільм поверненням до «достоєвщини».
Зйомки проходили в Санкт-Петербурзі, Одесі, Ялті, Карелії. На роль Соньки пробувалися понад 70 актрис За час зйомок тільки для Анастасії Микульчіної було пошито 50 костюмів. Тому кожна серія обходилася замовникам у 250 тисяч доларів.

## Продовження
У 2010 році вийшло продовження серіалу — «Сонька. Продовження легенди». Серіал з 27 лютого 2010 року прпотягом чотирьох тижнів демонструвався на телеканалі ТРК "Україна"

## В ролях
- Анастасія Мікульчина —  Софія Блювштейн (Сонька на прізвисько «Золота ручка»), шахрайка
- Ганна Банщикова — Фейга, сестра Соньки
- Богдан Ступка — Лейба Соломоніак, батько Соньки (‡)
- Зоя Буряк —  Євдокія, мачуха Соньки
- Ірина Алфьорова — пані Олена, кравчиня
- Ірина Шевчук —  пані Марія
- Олег Басилашвілі — Левіт Лазаревич Санданович, старий авторитетний злодій
- Ігор Ботвін —  Міхель Блювштейн
- Іван Бортник — штабс-капітан Горєлов
- Віктор Мережко — «Мамай», глава кримінальної організації «Червоний валет»
- Дмитро Нагієв — Солодов, комендант Сахалінської каторги
- Світлана Крючкова —  одеська бандерша
- Лариса Мальованна —  Варвара Тихонівна, генеральша (‡)
- Зіновій Високовський —  одеський злодій
- Віталій Кузьмін —  підпоручик Горожанський
- Роман Нечаєв —  граф Орловський
- Андрій Толубєєв —  «Мотя Бессарабський» (Матвій Абрамович), глава злодіїв в Одесі
- Сергій Перегудов —  «Володя Кочубчик» (Вольф Бромберг), одеський  марвіхер
- Денис Старков —  Сеня Ясний
- Ірина Соколова —  Блювштейн-мати
- Микола Мартон —  Блювштейн-батько
- Анастасія Мельникова —  Груня Гудзенко, каторжанка
- Валерій Кухарешин —  Філіп Гарро
- Михайло Карпенко — «Красунчик», злодій
- Леонід Ніценко —  Хлєбніков, власник ювелірного магазину
- Юрій Лопарьов —  блатний
- Леонід Неведомський —  Соболєв, поліцмейстер
- Ірина Основіна —  «Галя Пузата», господиня борделя на Дерибасівській
- Віктор Смирнов —  пристав Тринько
- Роман Громадський —  градоначальник
- Олена Драпеко —  старший конвоїр
- Юрій Бєляєв —  Влас Михайлович Дорошевич, письменник
- Зінаїда Шарко —  «Манька Портова», стара одеська злодійка
- Андрій Феськов — Іван Студепецький, продавець ювелірного магазину
- Станіслав Концевич —  пан Казимир Тобольський, польський комерсант
- Сергій Мурзін —  Артур, московський злодій
- Андрій Шарков —  Абрам Циммерман, господар ювелірної крамниці
- Данило Лавренов —  Мойша Циммерман
- Зоя Виноградова — господиня хати (вдова декабриста)
- Андрій Кузнєцов —  слідчий
- Юрій Лазарєв —  слідчий

## Цікаві факти
- 71 актриса пробувалась на роль головної героїні. Режисер Віктор Мережко свій вибір зупинив на Анастасії Мікульчиній.
- 50 костюмів пошито тільки для Соньки! Більшість - дорогі, розкішні, під XIX століття.
- 300 осіб залучено лише в масовці.
- 12 серій зняли про знамениту авантюристку.
- 5 мільйонів рублів - приблизно таку суму заробила на своїх махінаціях знаменита авантюристка за приблизними підрахунками[7]..